# Samuel Tilman
Pour les articles homonymes, voir Tilman.
Samuel Tilman (né à Ixelles le 16 janvier 1975) est un réalisateur, producteur et metteur en scène belge.

## Biographie
Après un master à l'université d'Oxford et un doctorat en histoire à l’université libre de Bruxelles, Samuel Tilman co-scénarise et produit Ça rend heureux, de Joachim Lafosse, qui remporte le Grand Prix au Festival Premiers Plans d’Angers en 2007. Son deuxième court métrage, Nuit blanche, remporte le Magritte du meilleur court métrage en 2011. En 2015, il réalise pour France 2 Le Dernier Gaulois, docu-fiction qui alterne images de synthèse en capture de mouvement et prises de vues réelle. En 2018 il sort son premier long-métrage de fiction Une part d'ombre.
Il co-écrit et met en scène les 3e, 4e, 5e, 6e, 7e, et 8e cérémonies des Magritte du cinéma en Belgique, présentée par Fabrizio Rongione, puis Charlie Dupont.
Avec Fabrizio Rongione, il co-écrit trois spectacles seuls en scène, À genoux (2002) et On vit peu mais on meurt longtemps (2009), Homo Sapiens (2019).  
Il crée sa société de production, Eklektik Productions, en 2005.

## Filmographie

### En tant que réalisateur
- 2004 : Mfumu Matensi, co-réalisé avec Nicolas de Borman (documentaire)
- 2006 : ANSS : Une lutte ordinaire, (documentaire)
- 2007 : Voix de garage (court métrage)
- 2010 : Kongo (série documentaire : La Course effrénée, Les Grandes Illusions, Le Géant inachevé)
- 2010 : Nuit blanche (court métrage)
- 2011 : Black Heart, White Men (documentaire, Arte)
- 2015 : Le Dernier Gaulois (docu-fiction, France 2)
- 2018 : Une part d'ombre (long métrage)
- 2024 : Mode Avion (moyen métrage), coréalisé avec Saule

### En tant que producteur (principaux films)
- 2006 : Ça rend heureux, de Joachim Lafosse
- 2010 : Kafka au Congo, d'Arnaud Zajtaman et Marlène Rabaud (documentaire)
- 2010 : Kongo, de Samuel Tilman, Daniel Cattier, Isabelle Christiaens et Jean-François Bastin (série documentaire)
- 2011 : À la maison pour Noël, de Christian Merret-Palmair
- 2012 : Mobile Home, de François Pirot
- 2013 : Red Star Line, de Daniel Cattier et Fabio Wuytack (série documentaire)
- 2014 : La Légende du Tour de France, de Jean-Christophe Rosé (documentaire)
- 2015 : Go Home, de Jihane Chouiab
- 2015 : Free to run, de Pierre Morath (long métrage documentaire)
- 2015 : Le Dernier Gaulois (long métrage documentaire)
- 2015 : Bureau de chômage, d'Anne Schiltz et Charlotte Grégoire (documentaire)
- 2017 : Rien n'est pardonné, de Vincent Coen et Guillaume Vanderghe (documentaire)
- 2017 : Je suis resté dans les bois, de Michaël Bier, Erika Sainte et Vincent Solheid
- 2017 : May Day, de Olivier Magis et Fedrik de Beul (court-métrage fiction)
- 2018 : Vacancy, d’Alexandra Kandy-Longuet (long-métrage documentaire
- 2018 : Qu’est-il arrivé à Rosemary Kennedy, de Patrick Jeudy (documentaire)
- 2019 : Ceux qui restent, d’Anne Schiltz et Charlotte Grégoire (long-métrage documentaire)
- 2019 : Noura Reve, d’Hinde Boujeema
- 2020 : En marche, de Luc Malghem, Pierre lorquet, Alain Eloy, Sabine Ringelheim, Pierre Schonbrodt
- 2020 : Bakolo Music International, de Benjamin Viré et Tom Vantorre (long-métrage documentaire)
- 2022 : La beauté cachée des laids, de Jean-Baptiste Erreca (documentaire)
- 2022 : Les grands seigneurs, de Sylvestre Sbille

## Théâtre (écriture et mise en scène)
- 1998 : Les Fléaux, coécrit et co-mise en scène de Fabrizio Rongione - Bruxelles, Paris
- 2001 : John and the Wonderful's, écriture collective, co-mise en scène de Samuel Tilman - Bruxelles
- 2002-2003 : À genoux, one-man-show, coécrit avec Fabrizio Rongione, mise en scène de Samuel Tilman et Marcel Gonzalez - Bruxelles, Festival d’Avignon
- 2009 : On vit peu mais on meurt longtemps, one-man-show, coécrit avec Fabrizio Rongione - Bruxelles, tournée Belgique et France
- 2019 : Homo Sapiens, co-écrit avec Fabrizio Rongione, création Théâtre de la Toison d’Or

## Récompenses
- 2002 : Prix du Théâtre du meilleur seul en scène pour À genoux
- 2008 : Swann d’or du meilleur court métrage au Festival du film de Cabourg pour Voix de garage
- 2011 : Magritte du meilleur court métrage de fiction pour Nuit blanche
- 7 nominations au Magritte du cinéma 2019 pour Une part d’ombre